# Bulbophyllum petiolare
Bulbophyllum petiolare là một loài phong lan thuộc chi Bulbophyllum.